# イオン岡垣店
イオン岡垣店（イオンおかがきてん）とは福岡県遠賀郡岡垣町に存在するイオン九州が運営する商業施設である。

## 沿革
- 2007年10月26日（平成19年）イオンスーパーセンター岡垣店としてオープン。[1]
- 2018年11月28日 スーパービバホーム岡垣店オープン。[2]
- 2023年10月 ヤマダデンキテックランドイオン岡垣店移転オープン

## 主なテナント
- ヤマダデンキ
- スーパービバホーム
- セリア